# Eupithecia weigti
Eupithecia weigti is een vlinder uit de familie van de spanners (Geometridae). De wetenschappelijke naam van de soort is voor het eerst geldig gepubliceerd door Mironov en Ratzel in 2012.
De nachtvlinder heeft een voorvleugellengte van 8,5 millimeter. 
De soort komt voor in Syrië.